# Ernobius lucidus
Ernobius lucidus é uma espécie de insetos coleópteros polífagos pertencente à família Anobiidae.
A autoridade científica da espécie é Mulsant & Rey, tendo sido descrita no ano de 1863.
Trata-se de uma espécie presente no território português.